# 佐藤慶
佐藤 慶（さとう けい、1928年〈昭和3年〉12月21日 - 2010年〈平成22年〉5月2日）は、日本の俳優、ナレーター。福島県会津若松市生まれ。本名：佐藤 慶之助（さとう けいのすけ）。

## 来歴
佐藤家は先祖代々会津藩士で、戊辰戦争に敗れて以降は漆器材料の卸商を営んでいた。また、二・二六事件に参加し刑死した渋川善助の妻絹子は叔母。
福島県立会津工業学校（現・福島県立会津工業高等学校）染織科卒業後、会津若松市役所戸籍係に勤務するかたわら、地元で結成した新劇愛好会で演劇に打ち込んでいたが、会の発表会の日に無断欠勤をして役所を免職されたという「根っからの新劇人」。
その後1951年に上京し、俳優の小沢栄太郎の芝居を見て、「ふてぶてしいまでに人間の暗い面を表現している」と憧れた。この頃痩せた貧弱な身体に劣等感を持っていたが、体質改善をして半年間で24kgも体重を増やす。1952年（昭和27年）に小沢が所属する俳優座養成所に第4期生として入団した。同期には宇津井健・佐藤允・仲代達矢・中谷一郎らがいる。なお、このうち佐藤允、仲代、中谷の3人は、後年岡本喜八監督作品の常連として「喜八一家」と呼ばれるようになるが、佐藤慶も2本の岡本作品に出演している。
1955年以降、大島渚監督の一連の作品（1960年の『青春残酷物語』のヤクザ役、1966年の『白昼の通り魔』の強姦殺人犯役など）をはじめ、存在感ある悪役として本領を発揮（中でも自身の無機質な風貌を生かした、屈折した性格の悪役を得意としていた）。また、1960年代後半頃は、「個性的なアクの強さがファンを惹きつけている」と評された。
1965年の『鬼婆』でパナマ国際映画祭主演男優賞、1971年の『儀式』でキネマ旬報主演男優賞を受賞。
テレビドラマでは1967年の『白い巨塔』で、前年に公開された同名映画で田宮二郎が演じた野心的な雰囲気とは違った、暗くねじれた個性を前面に出した財前五郎役を演じて代表作のひとつとなった。
1980年には紀伊國屋演劇賞を受賞。
低く泰然とした声でのナレーションに人気があり、1970年代から1980年代にかけて日本テレビで放送された科学ドキュメンタリー『知られざる世界』のナレーターを担当した。4時間半にわたる長尺のドキュメンタリーを劇場公開して話題になった映画『東京裁判』でも単独でナレーターをつとめている。また佐藤は、1983年放送のテレビ時代劇『必殺渡し人』でもナレーターを担当した。
1981年には富士映画配給『白日夢』で武智鉄二監督の演出のもと、愛染恭子と本番行為を行い、一躍話題になった。
1980年代から1990年代中盤頃にかけては『卒業』などテレビドラマを中心に主人公の厳格な父親役を数多く演じ、その重厚な演技が人気を博した。
2000年以降も体調をみながら仕事を続け、2004年に衛星劇場より配給製作された短編オムニバスホラー映画『日常恐怖劇場・オモヒノタマ〜念珠 七ノ珠 ECHOES』では主演級の老人役も演じきった。
体調面も含め、80歳を超えてからは仕事を控えるようになっていた。2010年5月2日午後4時19分、肺炎のため都内の病院で死去した。81歳没。亡くなる前年の2009年に公開された映画『カイジ 人生逆転ゲーム』（2008年11月撮影）が遺作となり、貫禄のある役を最後まで演じきった。佐藤の死去の報を受けて、市川森一（脚本家）、仲代達矢（俳優）など演劇関係者が追悼のコメントを発している。映画で共演歴のあった水谷豊も「佐藤慶さんにしかできないスタイルがありましたからね。残念…」とコメントをした。生涯で出演した映画は、190本に上る。

## 人物

### 役者業について
本人は生前、「常識的な役にはあまり魅力を感じません。犯罪者とか権力者の方が食指が動きますね」と語っていた。別の時には、「善人ってのには興味がないんですね。全然つまんない。ワルの方が面白い」とも語っていた。また、「どうして役者をやっているかを一言で言えば、“人間とは何か？”ということを突き詰めて表現したいと思っているからです」と語っていたという。
70歳を迎えた頃に「今の夢は？」と聞かれた際、「徹底的なワルがやりたい。誰かそういう脚本を書いてくれないかなあ」と答えたという。
崔洋一からは、「佐藤さんは勉強家で役柄に対する理解力が高い。その一方で時に予想のつかない演技になることもある。作り手側に新たな想像力を湧かせる怪優でした」と評されている。

### ガリ版
子供の頃からガリ版（謄写版）に文字を刻むことが得意だった。小学生の頃から古いガリ版を使って、時間割表をガリ版刷りして友達に配っていた。俳優座時代はこのガリ版刷りの腕を買われ、所属役者の名簿、授業で使うテキストや案内状、滞納した授業料の督促状まてガリ版で作っていた。本人は下積み時代の生計を支えてくれたガリ版への感謝を忘れず、有名になってからもガリ版用具を大切に保管していた。
生前、ガリ版で制作した印刷物は全てファイリングして保存していた。愛用の謄写器は使うたびに磨いていたため、後年になっても新品のようにピカピカだった。また、出演した映画、舞台、テレビの全作品を年代別に整然とした字でノートに記していた。
ガリ版印刷の保存運動をする中央印刷（山形市）がダメ元で佐藤に手紙を出したところ、謄写器や本人の印刷物のいくつかが寄贈され、同社が運営する山形謄写印刷資料館に対してもコメントが寄せられた。

### その他
月刊誌『噂の真相』を愛読しており、創刊準備号から最終号まで1号も欠かさず読みつづけたという。
ダジャレ好きで、古村比呂によると連続テレビ小説『チョッちゃん』で主人公の父親役を演じた（この時も厳格な役柄）際には、臨終の撮影シーンでもカメラが回る直前にダジャレを連発、共演者が笑いすぎて撮影にならなくなったこともあったといい、容貌や役柄からくる厳格なイメージとは異なる、意外な茶目っ気も持ち合わせていた。
かなりの酒豪でもあり、ベロベロに酔った状態で撮影所に現れることもよくあったが本番ではちゃんと演技ができていたという。共演者・スタッフからは、フランケンシュタインのような見た目から“ベロンケンシュタイン”と呼ばれていた。
1981年の映画『白日夢』での愛染恭子との性交シーンでは、スタッフ30人ほどが見守る中で6時間かけて撮影が行われ、愛染に勃起させてもらって何とか演技を終えた。ハードコア映画を謳っていた『白日夢』は、性行為を最後までやり遂げる前提だったため、佐藤は愛染の膣内に射精している。

## 出演

### 映画
- 人間の條件 第3部（1959年、松竹） - 新城一等兵
- 青春残酷物語（1960年、松竹） - 松木明
- 波の塔（1960年、松竹） - 柴木一郎
- 太陽の墓場（1960年、松竹） - 坂口
- 日本の夜と霧（1960年、松竹） - 坂巻
- 地獄の饗宴（1961年、東宝） - ポパイ
- 切腹（1962年、松竹） - 福島正勝
- おとし穴（1962年、ATG） - 記者
- 人間（1962年、近代映画協会） - 八蔵
- 武士道残酷物語（1963年、東映） - 近藤三郎兵衛
- 新選組血風録 近藤勇（1963年、東映）
- 真田風雲録（1963年、東映） - 大野修理亮治長
- 母（1963年、近代映画協会） - 鯉口博士
- おかしな奴（1963年、東映） - しゃもじ
- 集団奉行所破り（1964年、東映） - 竹内金次郎
- 越後つついし親不知（1964年、東映） - 佐藤
- 鬼婆（1964年、近代映画協会） - 八
- 宮本武蔵 一乗寺の決斗（1964年、東映） - 太田黒兵助
- 人生劇場 新・飛車角（1964年、東映）
- 忍者狩り（1964年、東映） - 永長八右衛門
- 徳川家康（1965年、東映） - 奥山伝心
- いれずみ判官（1965年、東映） - 鳥居甲斐守
- 怪談（1965年、東宝）- 平内の家来[11]
- 冷飯とおさんとちゃん（1965年、東映） - 辰造
- 悪名幟（1965年、大映）
- 剣鬼 (1965年、大映)
- 悦楽（1965年、創造社） - 刑事
- 異聞猿飛佐助 (1965年、松竹)
- 刺青（1966年、大映） - 芹沢
- 大菩薩峠（1966年、宝塚映画） - 芹沢鴨
- 座頭市の歌が聞える（1966年、大映） - 板鼻の権造
- 白昼の通り魔（1966年、松竹） - 小山田英介
- 陸軍中野学校 雲一号指令（1966年、大映） - 西田大尉
- 地獄の掟に明日はない（1966年、東映）
- あかね雲（1967年、松竹） - 猪股久八郎
- 無理心中 日本の夏 （1967年、創造社）
- 絞死刑（1968年、ATG） - 拘置所所長
- 女と味噌汁（1968年、東宝） - 村田勉
- 藪の中の黒猫（1968年、近代映画協会） - 頼光
- 日本の青春（1968年、東宝） - 鈴木武則
- 帰って来たヨッパライ（1968年、松竹） - 青年
- 昭和のいのち（1968年、日活）
- 新宿泥棒日記（1969年、ATG） - 俳優佐藤慶氏
- 鬼の棲む館（1969年、大映）
- 四谷怪談 お岩の亡霊（1969年、大映） - 民谷伊右衛門
- 弾痕（1969年、東宝）
- やくざ番外地（1969年、日活）
- 日本の悪霊（1970年、ATG）
- 裸の十九才（1970年、東宝） - 刑事
- 儀式（1971年、ATG） - 桜田一臣
- 関東破門状（1971年、東宝） - 中桐
- いのちぼうにふろう（1971年、東宝） - 与兵衛
- 夏の妹（1972年、ATG） 国吉真幸
- 黒の奔流（1972年、松竹）
- 新座頭市物語 笠間の血祭り（1973年、東宝）
- 女医の愛欲日記（1973年、東映）
- 御用牙 かみそり半蔵地獄責め（1973年） - 浜島庄兵衛
- 必殺仕掛人 梅安蟻地獄（1973年、松竹）
- （秘）女子高校生課外サークル（1973年、東映、若松プロ）
- わが道（1974年、近代映画協会） - 小出署長
- 山口組外伝 九州進攻作戦（1974年、東映）
- あゝ決戦航空隊（1974年、東映）- ナレーター
- 東京湾炎上（1975年、東宝） - 深見久[12]
- やくざの墓場 くちなしの花（1976年、東映） - 寺光伝之助
- 竹山ひとり旅（1977年、近代映画協会） - 成田竹雲
- 日本の仁義（1977年、東映） - 白石重俊
- 日本の首領（東映）
  - 日本の首領 野望篇（1977年）
  - 日本の首領 完結篇（1978年）
- 愛の亡霊（1978年） - 西の家の婚礼の客
- 殺人遊戯（1978年、東映） - 勝田省一
- 聖職の碑（1978年、東宝） - 小池直栄
- 原子力戦争（1978年、ATG） - 野上
- 白昼の死角（1979年、東映） - 上松利勝
- 黄金のパートナー（1979年、東宝） - 大川
- 蘇える金狼（1979年、東映） - 清水社長
- 太陽を盗んだ男（1979年、東宝） - 市川博士
- スーパーGUNレディ ワニ分署（1979年、日活）
- 薔薇の標的（1980年、東映） - 浜田一郎
- 動乱（1980年、東映） - ナレーター、広津美次
- 戒厳令の夜（1980年、東宝） - 秋沢敬之助
- 野獣死すべし（1980年、東映） - 遠藤
- 地震列島（1980年、東宝） - 官房長官[12]
- 白日夢（1981年、松竹） - ドクトル
- 連合艦隊（1981年、東宝） - 神連合艦隊先任参謀[12]
- 駅 STATION（1981年、東宝） - 対策本部長
- 十階のモスキート（1983年、ATG） - 署長
- 居酒屋兆治（1983年） - 吉野耕造 役
- 序の舞（1984年、東映）
- ゴジラ（1984年、東宝） - 伍堂編集局長[13][1]
- 友よ、静かに瞑れ（1985年、東映） - 下山大志
- 極道の妻たち（1986年、東映）
- 竜馬を斬った男（1987年、松竹富士） - 手代木直右衛門
- 西遊記（1988年、松竹）
- グリーン・レクイエム（1988年、東北新社）
- 浪人街（1990年、松竹） - 伊勢屋
- 就職戦線異状なし（1991年、東宝） - エフテレビ社長
- 課長島耕作（1992年、東宝）
- 濹東綺譚（1992年、近代映画協会） - 鳥居坂署の刑事
- パ★テ★オ（1992年、フジテレビ / 松竹） -  須藤光明 役
- 新・極道の妻たち 覚悟しいや（1993年、東映）
- 極道記者2 馬券転生篇（1994年、大映）
- きけ、わだつみの声 Last Friends（1995年、東映）
- 金融腐蝕列島〔呪縛〕（1999年、東映） - 久山陸
- 完全なる飼育（1999年、東京テアトル）
- 宣戦布告（2002年、東映）―篠塚義章
- あずみ（2003年、東宝）
- 日常恐怖劇場・オモヒノタマ〜念珠 七ノ珠 ECHOES （2004年、衛星劇場） - 川島重良
- ゲルマニウムの夜（2005年、荒戸映画事務所） - 戸川神父
- 60歳のラブレター（2009年、松竹） - 京亜建設・会長
- カイジ 人生逆転ゲーム（2009年、東宝） - 兵藤和尊[注釈 5]

### テレビドラマ
- 松本清張シリーズ・黒の組曲（NHK総合）
  - 第34話「誤差」（1962年） - 大村
  - 第47話「走路」（1963年）
- 大河ドラマ（NHK総合）
  - 太閤記（1965年） - 明智光秀
  - 三姉妹（1967年） - 毛谷右京
  - 樅ノ木は残った（1970年） - 伊達兵部
  - 草燃える（1979年） - 比企能員
  - 徳川家康（1983年） - 武田信玄
  - 山河燃ゆ（1984年） - 田中隆吉
  - 武田信玄（1988年） - 阿部勝宝
  - 信長（1992年） - 今井宗久
  - 炎立つ（1993年 - 1994年） - 坂上田村麻呂 / 源頼義
  - 八代将軍吉宗（1995年） - 新井白石
  - 徳川慶喜（1998年） - 永原帯刀
  - 葵 徳川三代（2000年） - 増田長盛
  - 風林火山（2007年） - 清胤
- ザ・ガードマン 第5話「赤い妄執」（1965年、TBS）
- 駅（1965年、NHK総合）
- 坊つちやん（1966年、NHK総合） - 赤シャツ
- 松本清張シリーズ「通訳」（1966年、KTV）
- 白い巨塔（1967年、NET） - 財前五郎
- 写楽はどこへ行った（1968年、NHK総合） - 写楽
- 蒸発（1968年、TBS） - 主役
- 水戸黄門（TBS / C.A.L）
  - 第1部 第1話「俺は助さん、お前は格さん -水戸-」（1969年8月4日）、第2話「人生に涙あり -江戸-」（1969年8月11日） - 初代藤井紋太夫
  - 第3部 第13話「死を賭けた願い -桑名-」（1972年2月21日） - 中村五平太
- 日本怪談劇場 第1話「怪談・蚊喰鳥」（1970年、12ch） - 辰の市・徳の市（一人二役）
- 柔道一直線 第61話「必殺技・飛龍へキックオフ -師弟愛とはなにか-」（1970年、TBS） - 倉科
- 徳川おんな絵巻 第25話「仮面の女」、第26話「悪霊の城」（1971年、KTV） - 本多正純
- 大忠臣蔵 第18話「分裂」・第35話「琴をひく女」（1971年、NET） - 松平紀伊守
- 天皇の世紀 第9話「急流」（1971年、ABC） - 島津久光
- 絵島生島（1971年、12ch） - 間部詮房
- お荷物小荷物・カムイ編（1971年 - 1972年、ABC） - コシャマイン
- 女人平家（1971年 - 1972年、ABC） - 平清盛
- 眠狂四郎 第10話「荒野に女郎花が咲く」（1972年、KTV）
- 飛び出せ!青春（1972年 - 1973年、NTV） - 本倉惣之介
- 土曜日の女シリーズ 天使が消えていく（1973年、NTV）
- 水滸伝（1973年 - 1974年、NTV） - 高俅
- 必殺シリーズ（ABC）
  - 必殺仕掛人 第19話「理想に仕掛けろ」（1973年） - 清沢正堂
  - 必殺仕置屋稼業 第19話「一筆啓上業苦が見えた」（1975年） - 全覚
  - 新・必殺仕置人 第41話「解散無用」（1977年） - 辰蔵
- 太陽にほえろ! （NTV）
  - 第32話「ボスを殺しに来た女」（1973年） - 石田刑事
  - 第297話「ゴリ、爆走!」（1978年） - 服部警部
- 狼・無頼控 第3話「将軍爆破計画」（1973年、MBS）
- 白い牙（1974年、NTV） - 草刈武男
- 誰のために愛するか（1974年、NET） - 朝倉信介
- 華麗なる一族（1974年 - 1975年、MBS） - 美馬中
- 斬り抜ける（1974年 - 1975年、ABC） - 森嘉兵衛
- 運命峠 第11話「武蔵野非情」（1974年、KTV） - 朝比奈
- おしどり右京捕物車 第7話「忍」（1974年、ABC） - 藤原弥左衛門
- 東芝日曜劇場
  - 冬の時刻表（1975年3月9日） - 新谷邦男
  - 第1505話・第1506話「東京の秋（前・後編）」（1985年、TBS） - 千場信吉
- 座頭市物語 第20話「女親分と狼たち」（1975年、CX） - 松五郎
- 影同心 第2話「罠かけ殺し節」（1975年、MBS） - 相模屋徳三
- 松本清張シリーズ・中央流沙（1975年、NHK総合） - 岡村局長
- 明治の群像 海に火輪を 第1話「大久保利通〜西南戦争〜」（1976年、NHK） - 岩倉具視
- 子連れ狼 第3部（1976年、NTV） - 柳生烈堂
- 大都会（NTV） - 深町行男
  - 大都会 闘いの日々（1976年）
  - 大都会 PARTII（1977年）
- NHK少年ドラマシリーズ「11人いる!」（1977年、NHK総合） - 宇宙大学学長
- 横溝正史シリーズ 本陣殺人事件（1977年、MBS） - 一柳賢蔵
- NHK特集 / 日本の戦後 第8集「審判の日 極東国際軍事裁判」（1977年、NHK総合） - 田中隆吉
- 松本清張シリーズ（NHK総合）
  - 松本清張シリーズ・棲息分布（1977年） - 根本安雄
  - 松本清張シリーズ・天城越え（1978年） - 土工
  - 松本清張シリーズ・天才画の女（1980年） - 小池直吉
  - 松本清張シリーズ・波の塔（1983年）[注釈 6]
- 魂の試される時（1978年、CX） - 川瀬林作
- 空は七つの恋の色（1978年、YTV） - 伊達剣之助
- 森村誠一シリーズ（MBS）
  - 森村誠一シリーズ 人間の証明（1978年） - 那須警部
  - 森村誠一シリーズII 野性の証明 （1979年） - 大場成太
- チェックメイト78 第5話「警部と夜の訪問者」（1978年、ABC）
- 風神の門（1980年、NHK総合） - 俊岳
- 警視-K 第13話「マイ・シュガー・ベイブ」（1980年、NTV） - 大沢
- ザ・商社（1980年、NHK総合） - 安田茂
- 妻は霧の中で（1980年、CX）
- 想い出づくり。（1981年、TBS） - 池谷信吾
- 斬り捨て御免! 第2シリーズ 第1話、第2話「大奥秘録叛乱の地獄絵巻 前後編」（1981年、12ch） - 高野大和守
- プロハンター 第1話「危険な二人」、第16話「悪い女」（1981年、NTV）
- ザ・ハングマン 第25話「さらばブラック怒りの爆死」（1981年、ABC） - 助川剛三
- モモ子シリーズ（TBS）
  - 十二年間の嘘 乳と蜜の流れる地よ（1982年）
  - スキャンダル黙示録（1985年）
  - グッバイ・ソープガール（1986年）
  - モモ子の罪と罰（1990年）
  - 最後の審判（1997年）
- 土曜ワイド劇場
  - 超高層ホテル殺人事件 空白のアリバイ（1982年、ANB / 東映） - 那須警部
  - 松本清張の溺れ谷 蜂は一度刺して死ぬ！（1983年、ANB / 松竹)  - 鶴田甚三郎
  - 西村京太郎トラベルミステリー11 阿蘇殺人ルート（1987年、ANB / 東映）
  - 桜子は微笑う ラストエンペラーに仕掛けられた妖しい女の罠（1988年、ANB）
  - 京都殺人案内20（1994年、ABC / 松竹） - 影山悟
  - 「怪人食いしんぼ フグで殺す」（1996年4月、テレビ朝日）
- 昭和四十六年 大久保清の犯罪（1983年、TBS） - 黒田義男
- 火曜サスペンス劇場（NTV）
  - 少年は見ていた（1983年） - 森谷五郎
  - 遺書を送った女（1983年） - 高沢啓輔
  - 軽蔑（1984年10月9日、三船プロ） - 神原義照
  - 吉備路殺人事件（1989年） - 岡部和雄
- ドラマ人間模様（NHK総合）
  - 夕暮れて（1983年） - 瀬島慶治
  - 國語元年（1985年） - 若林虎三郎
- 心中宵庚申（1984年10月6日、NHK総合） - 伊右衛門
- 金曜ファミリーワイド「松本清張の地の骨 消えた入試問題 女が決めた教授の椅子」（1984年、CX） - 有田卓郎
- 弦鳴りやまず（1984年、MBS） - 甘粕正彦
- 無邪気な関係（1984年、TBS）
- ニュードキュメンタリードラマ昭和 松本清張事件にせまる 第1回「昭和20年8月15日 終戦日の荷風と潤一郎」（1984年、ANB） - 永井荷風
- 乳房よ眠れ（1984年、ANB）
- ザ・サスペンス「勝田清孝に間違えられた男」（1984年、TBS）
- 真田太平記（1985年、NHK総合） - 山中大和守俊房
- 脱兎のごとく 岡倉天心（1985年、NHK総合） - 九鬼隆一
- おさんの恋（1985年10月12日、NHK総合） - 善四郎
- イエスの方舟 イエスと呼ばれた男と19人の女たち（1985年12月9日、TBS） - 一色英一郎
- ライスカレー（1986年、CX）- 大門太郎
- 12時間超ワイドドラマ（TX）
  - 徳川風雲録 御三家の野望（1986年） - 鳥羽大納言
  - 花の生涯 井伊大老と桜田門（1988年） - 徳川斉昭
- 夏樹静子サスペンス / 疑惑の五人・私が殺した（1986年、KTV）
- 年末時代劇スペシャル（NTV）
  - 白虎隊（1986年） - 田中土佐
  - 田原坂（1987年） - 岩倉具視 役
  - 奇兵隊（1989年） - 田中土佐 役[注釈 7]
- 連続テレビ小説（NHK総合)
  - チョッちゃん（1987年） - 北山俊道
  - ひまわり（1996年） - 増井新平
  - ほんまもん（2001年 - 2002年） - 山中定道
- 玉と砕けず ある森鴎外伝（1987年3月21日、NHK総合）
- おヒマなら来てよネ!（1987年、CX）
- 北の海峡（1988年5月3日、NHK総合）- 沢木参事
- 女が家を買うとき（1988年6月10日、CX）
- 土曜ドラマスペシャル「あなたが大好き」（1988年、TBS） - 主人公の父親
- 時代劇スペシャル「ご存知!旗本退屈男 長崎・死の密書!京都二条城、謎の能舞台」（1988年、ANB / 東映） - 柳沢吉保
- 土曜ドラマ（NHK総合）
  - 十九歳（1989年） - 村上市造
  - 憲法はまだか（1996年） - 芦田均
- 八百八町夢日記 第1シリーズ（1989年 - 1990年、NTV） - 林備前守
- 新春時代劇スペシャル「新吾十番勝負 江戸城(秘)大奥の陰謀!」（1990年、ANB / 東映） - 井上河内守
- 里見浩太朗時代劇スペシャル「樅ノ木は残った」（1990年、NTV） - 伊達安芸
- 卒業（1990年、TBS） - 木下新太郎
- 都会の森（1990年、TBS） - 八橋宣明
- 時代劇スペシャル「銭形平次」（1990年、CX / 東映） - 大黒屋
- 不思議サスペンス（2）西陣の蝶（1992年、KTV / 東映）
- 命のビザ（1992年、CX）- 岡崎外務次官
- 揺れる想い（1995年、TBS） - 横澤行雄
- 長男の嫁2 実家天国（1995年、TBS）
- ヒロシマ 原爆投下までの4か月 - 木戸幸一
- 協奏曲（1996年、TBS） - 辰巳秋伍
- 家政婦は見た! 第4話「三世帯同居家族がもめる事情」（1997年） ‐ 上野謙三
- 奈良へ行くまで 夫が汚職に踏み切る時（1998年、TX）
- 先生知らないの?（1998年、TBS） - 上野周平（ケニー轟）
- 心室細動（1998年、ABC） - 直江康則
- 加賀百万石〜母と子の戦国サバイバル（1999年、NHK総合） - 豊臣秀吉
- ある日、嵐のように（2001年、NHK総合） - 室井真澄
- 大友宗麟〜心の王国を求めて（2004年、NHK総合） - 立花道雪
- 犬神家の一族（2004年、CX） - 犬神佐兵衛
- 弁護士 高見沢響子（TBS） - 岩崎幸四郎
  - 第7作「消えたわが子よ!! 月の光とテディベアの謎」（2005年）
  - 第8作「警察官の愛人が変死!! 容疑者は警官の妻!?」（2006年）
- NHKスペシャル（NHK総合）
  - 21世紀日本の課題 司法大改革（2005年） - 松浦雄平
  - 感染爆発〜パンデミック・フルー（2008年） - 田嶋石五郎[注釈 8]

### 舞台
- 思い出しちゃいけない（1965年、青芸+霧の会　作：福田善之　演出：観世栄夫）
- イーハトーボの劇列車（1980年、五月舎 / 1986年・1999年、こまつ座　作：井上ひさし　演出：木村光一）
- 俊寛（1990年、パルコ　台本：斎藤憐　演出：市川猿之助）
- 君となら〜Nobody Else But You（1995年・1997年、パルコ　作：三谷幸喜　演出：山田和也）
- 美しきものの伝説（1999年、新国立劇場　作：宮本研　演出：木村光一）
- 華々しき一族（2000年、新国立劇場　作：森本薫　演出：木村光一）
- 私のなかの見えない炎（2000年、地人会　作：山田太一　演出：木村光一）
- 櫻の園（2002年、新国立劇場　作：アントン・チェーホフ　演出：栗山民也）

### 吹き替え
- カメラマン・コバック（英語版）（1960年） - マイク・コバック（チャールズ・ブロンソン）

### 劇場アニメ
- 忍者武芸帳（1967年） - 坂上主膳

### ナレーション

#### テレビドラマ（ナレーション）
- 眠狂四郎円月殺法（1982年、TX）
- 必殺渡し人（1983年、ABC）
- ニュードキュメンタリードラマ昭和 松本清張事件にせまる 第24回「三島由紀夫自決事件」（1984年、ANB）
- あばれ八州御用旅（TX）
  - 第1シリーズ（1990年）
  - 第2シリーズ（1991年）

#### 映画（ナレーション）
- 東京裁判（1983年、東宝）
- 金日成のパレード 東欧の見た“赤い王朝”（1989年、ポーランド映画）
- 御法度（1999年、松竹）
- 愛染恭子VS小林ひとみ 発情くらべ（2001年、エクセス・フィルム）

#### ドキュメンタリー（ナレーション）
- 知られざる世界（NTV）
- NHK特集「謎の国宝 七支刀　空白の古代を科学する」（1981年2月9日、NHK総合）[14]
- テレビ文学館（1989年、NHK総合） - 太宰治「富嶽百景」を朗読
- ハイビジョン特集「天才画家の肖像 横山大観 ～ミスター日本画の話題作人生～」（2004年、NHK BShi)
- 200年の絆〜会津藩樺太出兵（2009年、TBS系列東北5社共同制作）

#### バラエティ（ナレーション）
- 衝撃ミステリーロマン神々の指紋完全映像版（1997年1月、TBS)

### ラジオドラマ
- HBC小劇場（北海道放送）
  - 「ラジオによる叙事詩「犬神歩き」 AN INTERMEZZO」（1963年）
- NHKラジオ第1
  - 「R62号の発明」（1980年） - R62号
- FMシアター（NHK-FM）
  - 「普陀落の岸辺」（1981年）
  - 「ラベルの無い缶詰」（1984年）
  - 「山を越えて海へ」（1984年）
  - 「ブリキの星」（1989年）
  - 「サイパンの蒼い海」（1998年）
- TBSラジオ
  - 「アドルフに告ぐ」（1993年） - 本多大佐

### 朗読
- 日本国憲法-全文- 朗読CD ASIN: B000IJ7JC0 （2006年10月21日発売）